# گاستونه پیرینی
گاستونه پیرینی (ایتالیایی: Gastone Pierini؛ ۲۷ سپتامبر ۱۸۹۹ – ۱۹۶۷) وزنه‌بردار اهل ایتالیا بود.
وی در مسابقات کشوری و بین‌المللی در مجموع برندهٔ ۱ مدال برنز شده‌است.